# Das tanzende Wien

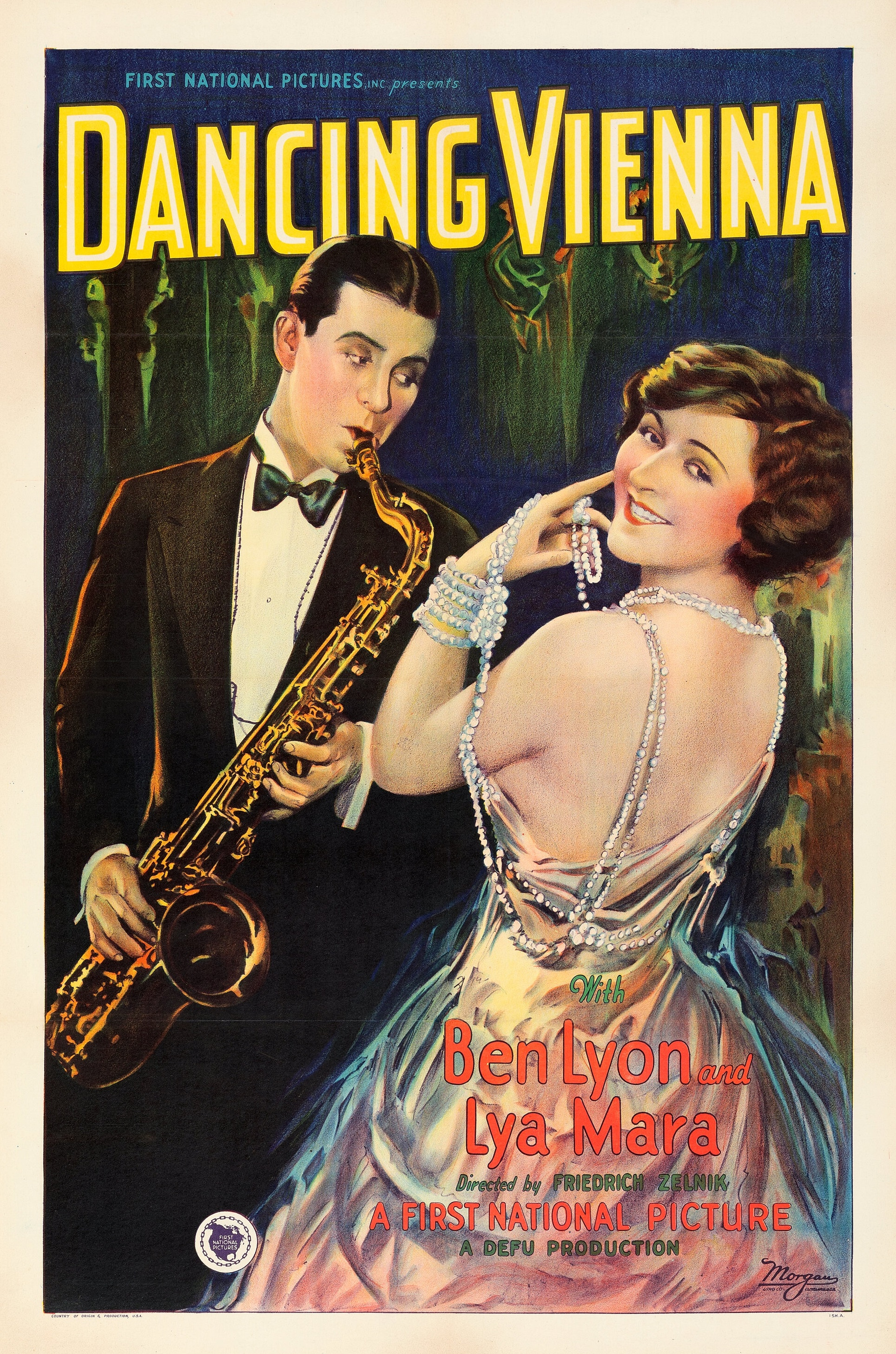
Affiche américaine du film.

Das tanzende Wien est un film allemand muet avec musique et effets sonores, réalisé par Frederic Zelnik et sorti en 1927. Une version parlante en a été réalisée en 1928 pour le public américain, et est sortie en 1929.

## Synopsis
Dans la Vienne romantique d'autrefois, un poète bienveillant observe une scène charmante dans un parc : une jeune femme protège un chien errant d'un cruel garçon des rues. Cette jeune femme est la Comtesse Fritzi Zirsky, la fille orpheline du noble comte Oscar Zirsky et de Mizzi, autrefois célèbre chanteuse de cabaret. Leur mariage avait scandalisé la société viennoise et n'avait jamais été accepté par les parents d'Oscar, le comte Zirsky et le comte Zirsky, austères et attachés aux traditions, avec qui Fritzi vit désormais dans une maison autrefois somptueuse, tombée dans une pauvreté raffinée.
Traitée avec froideur par ses grands-parents et constamment rappelée au passé de cabaret de sa mère, Fritzi menace de quitter ce foyer étouffant. Lorsque le manoir voisin, appartenant à leurs cousins éloignés – la famille Konzaga – est mis en vente, la comtesse se réjouit, ayant longtemps méprisé cette branche de la famille. Des décennies plus tôt, elle avait orchestré la disgrâce et l'exil du plus jeune fils des Konzaga, Carl Konzaga.
À New York, Carl a reconstruit sa vie et est devenu un riche magnat de la presse. Son fils, Johnny Konzaga, est un jeune homme passionné de jazz moderne, dont les goûts musicaux et le style américain audacieux irritent son père. Carl envoie Johnny à Vienne avec l'ordre de racheter la maison familiale, mais lui interdit formellement tout contact avec les Zirsky, envers lesquels il éprouve encore un profond ressentiment.

## Fiche technique
- Titre allemand : Das tanzende Wien[1]
- Titre anglais : Dancing Vienna
- Réalisation : Frederic Zelnik
- Scénario : Fanny Carlsen, Willy Haas
- Producteur : 	Frederic Zelnik
- Photographie : Frederik Fuglsang
- Décorateur : Andrej Andrejew[2]
- Production : Deutsche Fox
- Musique : Willy Schmidt-Gentner[1]
- Distributeur : First National Pictures
- Durée : 108 minutes
- Date de sortie : 
  - Allemagne : 1er octobre 1927 (version muette sonorisée)
  - États-Unis : 6 janvier 1929 (version parlante)

 Sauf indication contraire, les informations mentionnées dans cette section peuvent être confirmées par la base de données cinématographiques IMDb,  présente dans la section « Liens externes ».

## Distribution
- Lya Mara : Comtesse Frizzi Zirsky
- Ben Lyon : Jonny Conzaga
- Alfred Abel : Dichter
- Eugen Burg : Kaiser Franz Josef
- Albert Paulig : adjudant du Kaiser
- Julius Falkenstein : Conte Zirsky
- Gustav Charle : Konstantin, valet de Zirsky
- Arthur Kraußneck : Wirt vom 'Eisvogel'
- Kurt Gerron : Ein Feuerwehrmann
- Hermann Picha : un musicien
- Hans Wassmann : Petrus
- Andreas van Horn : Johann Strauß
- Olga Engl : Gräfin Zirsky
- Arnold Korff : Carl Conzaga
- Georg Burghardt : secrétaire de Conzaga
- Gyula Szőreghy

## Production
Le film a été tourné dans les studios Staaken à Berlin, et en extérieurs à Vienne en Autriche